# Funció sintàctica
La funció sintàctica és el paper que té un determinat sintagma o categoria de l'oració segons la posició que ocupa o la relació que té amb els altres elements de la frase. En les llengües flexives, està determinat pel cas gramatical; en altres idiomes, com el català, està marcat per l'ordre dels elements, els arguments dels predicats i les seves concordances. El paper semàntic de l'objecte d'anàlisi també es té en compte a l'hora d'assignar-hi una determinada funció.

## Les funcions sintàctiques en català
Segons la Gramàtica de la Llengua Catalana, les funcions sintàctiques del català es poden dividir en les següents:
- Subjecte
- Atribut
- Les que depenen d'un verb: complement directe, complement indirecte, complement de règim verbal
- les que depenen d'altres nuclis: complement del nom, complement de l'adjectiu, complement de l'adverbi
- Els adjunts